# Diplostix pescheli
Diplostix pescheli är en skalbaggsart som beskrevs av Vienna 2007. Diplostix pescheli ingår i släktet Diplostix och familjen stumpbaggar. Inga underarter finns listade i Catalogue of Life.